# Ухилення від призову на військову службу
Ухилення від призову на строкову військову службу — кримінальний проступок, передбачений Кримінальним кодексом України, статтею 335.
Люди, що дотримуються закону або обходять його, а також ті, хто не має публічної позиції, іноді називаються ухильниками призову. Ухильників іноді пейоративно називають ухильниками від військової служби, хоча в певних контекстах цей термін також використовувався нейтрально або навіть як почесний.
Практики, що передбачають порушення закону або публічну позицію, іноді називаються опором призову. Хоча опір призову розглядається нижче як форма "ухилення від призову", ті, хто чинить опір, а також дослідники опору призову відкидають категоризацію опору як форми ухилення або уникнення. Опоненти призову стверджують, що вони прагнуть протистояти, а не ухилятися чи уникати призову.
Ухилення від призову було значним явищем у таких різних країнах, як Колумбія, Еритрея, Канада, Франція, Росія, Південна Корея, Сирія, Україна та Сполучені Штати. Оповідання вчених і журналістів, а також мемуари ухильників від призову свідчать про те, що мотиви та переконання ухильників не можна легко стереотипізувати.

## Склад правопорушення
- Об'єктом правопорушення є порядок формування Збройних сил України та інших військових формувань, порядок призову осіб, які підлягають призову на строкову військову службу відповідно до закону України «Про військовий обов'язок і військову службу».
- Об'єктивною стороною правопорушення є ухилення від призову на строкову військову службу, а також військову службу за призовом осіб офіцерського складу, що може проявлятися або в активних діях (симуляції хвороби, підробки документів, прямої відмови від несення військової служби, вигадуванні інших причин, з яких військовозобов'язаного можуть звільнити від проходження військової служби) або в ухиленні від прибуття до призовної дільниці для відправлення у військову частину для проходження строкової військової служби (за порушення правил військового обліку відповідальність настає адміністративна, за ст. 210 КУпАП).
- Суб'єктивна сторона правопорушення характеризується прямим умислом. Це означає, що якщо призовник не з'явився до призовної дільниці з інших причин, які не пов'язані з метою ухилитися від проходження строкової служби, він не несе кримінальної відповідальності за це.
- Суб'єктом правопорушення є особа, яка придатна за віком і станом здоров'я до несення військової служби за відсутності відстрочки чи рішення про непридатність особи до несення військової служби, а так само офіцер запасу.

## Практики ухилення від призову

Антипризовна зустріч, організована жінками в Нью-Йорку, 1917

Молодь у різних країнах світу займалася широким спектром практик ухилення від призову, деякі з яких існують уже тисячі років. Цей розділ має на меті висвітлити репрезентативну вибірку практик ухилення від призову та підтримуючих заходів, визнаних вченими та журналістами. Приклади багатьох з цих практик та заходів можна знайти у розділі про ухилення від призову в різних країнах світу, далі на цій сторінці.

### Уникнення призову
Один із видів уникнення призову полягає в спробах дотримуватися букви й духу законів про призов, щоб отримати законну відстрочку або звільнення від призову. Іноді ці відстрочки та звільнення продиктовані політичними міркуваннями. Інший тип полягає в спробах обійти, маніпулювати або таємно порушити суть або дух законів про призов, щоб отримати відстрочку або звільнення. Майже всі спроби уникнення призову є приватними та непублічними. Прикладами є:

#### Шляхом дотримання закону

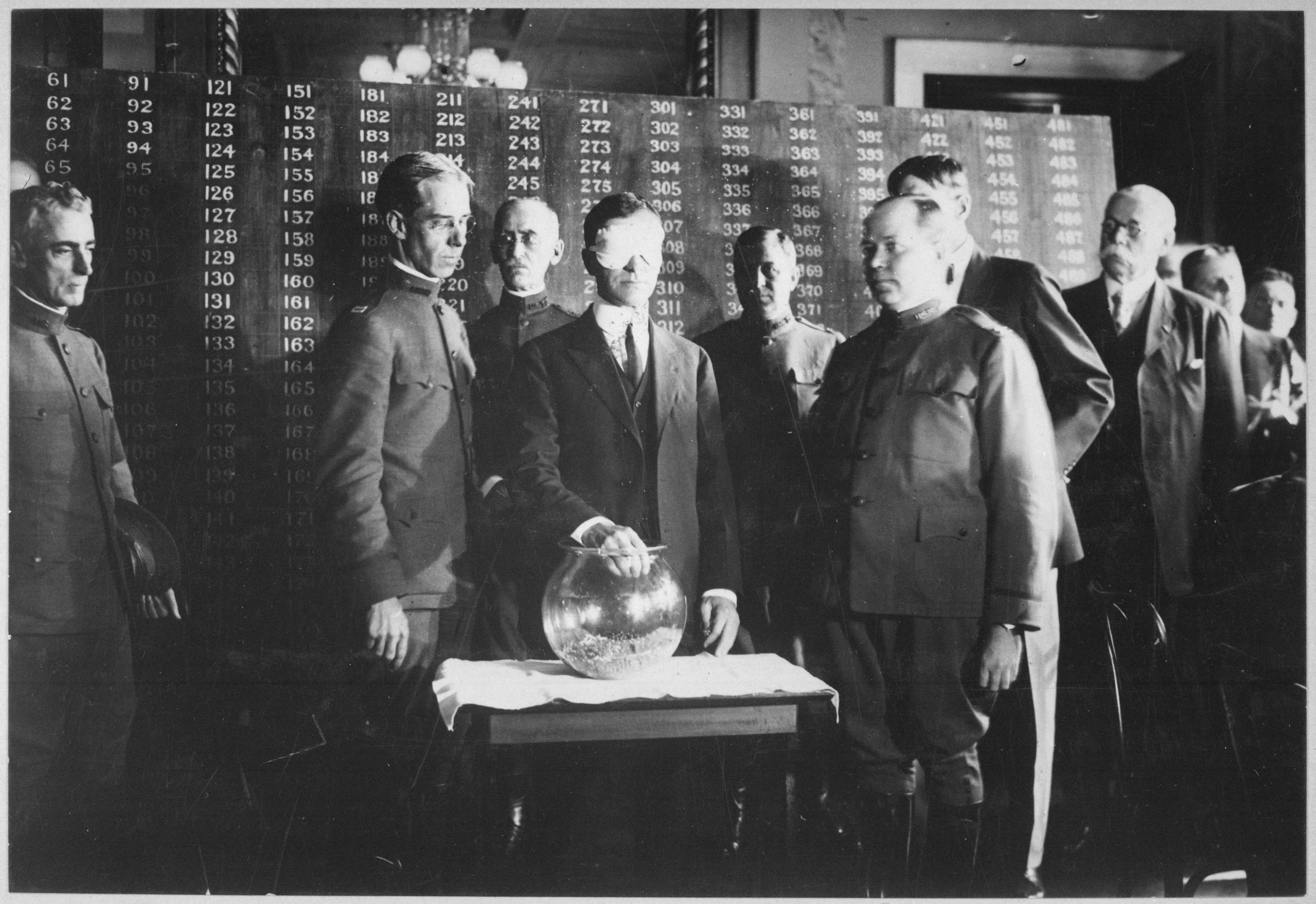
Міністр оборони США Ньютон Д. Бейкер витягує перший номер у лотереї призову під час Першої світової війни, 1917

- Заявка на статус відмовника за переконаннями на підставі щиро дотримуваних релігійних або етичних переконань.[14][15][nb 1]
- Отримання відстрочки як студента, коли особа навчається переважно для здобуття освіти.[8][17][9][10]
- Заявка на медичну або психологічну проблему, якщо заявлене питання зі здоров'ям є справжнім і серйозним.[7][8]
- Заявка на те, що особа є гомосексуалом, якщо це дійсно так, і армія виключає гомосексуалів.[18]
- Заявка на економічні труднощі, якщо ці труднощі є справжніми, і закон визнає таку заявку.[19]
- Робота на посаді, яку уряд вважає важливою цивільною професією.[7][8]
- Придбання звільнення від військової служби в країнах, де такі виплати дозволені.[20]
- Не був обраний у лотереї призову, якщо лотерея визначає порядок призову на військову службу;[12] або не належав до певної вікової групи, де вік визначає порядок призову.[7]
- Нездатність придбати обладунки або інше спорядження в тих країнах, де призовники мали надавати власне.[7]

#### Обходячи закон

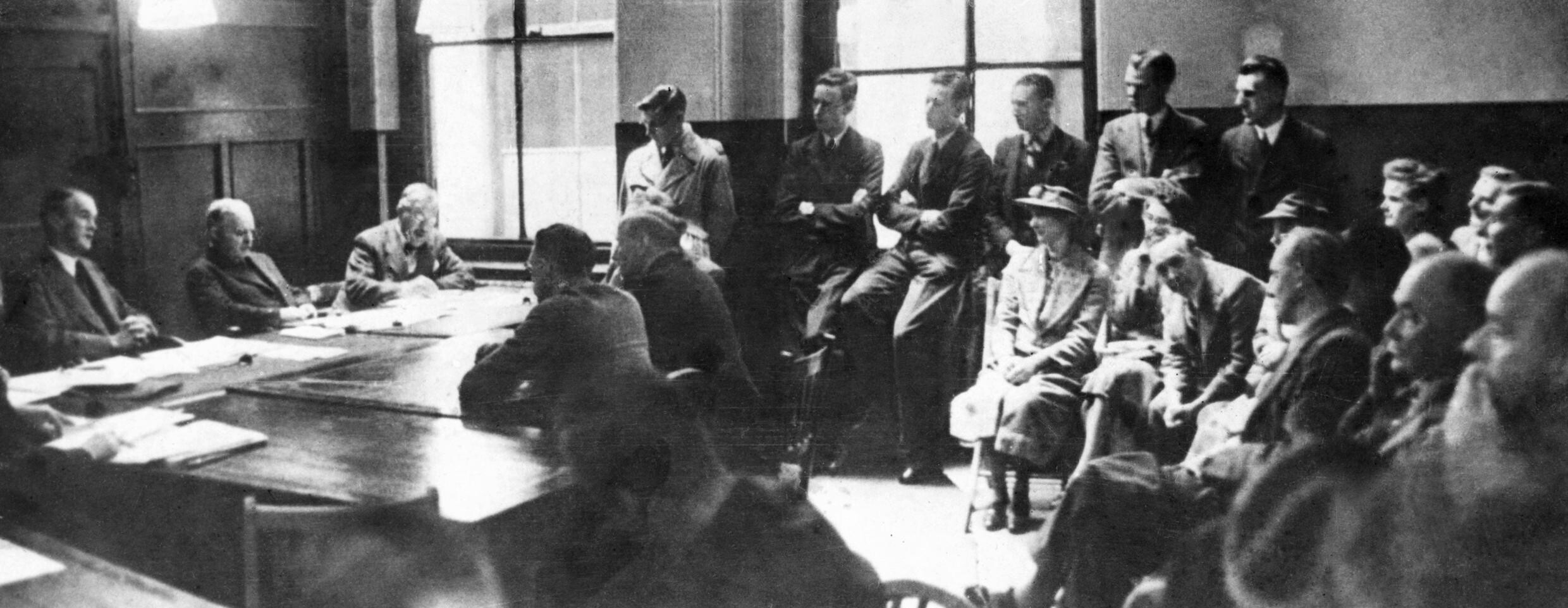
Трибунал для осіб, що відмовилися служити за переконаннями. Британія, під час Другої світової війни

- Отримання статусу особи, що відмовляється служити за переконаннями, шляхом висловлення нещирих релігійних або етичних переконань.[10][nb 1]
- Отримання відстрочки для навчання, якщо студент бажає вступити до школи або залишитися в ній переважно для уникнення призову.[21]
- Заявка на медичну або психологічну проблему, якщо ця проблема є удаваною, перебільшеною або навмисно викликаною.[7][8][10][12]
- Пошук лікаря, який засвідчить, що здорова особа призовного віку є медично непридатною, або добровільно, або за гроші.[22]
- Брехливе ствердження, що особа є гомосексуалом, якщо військові виключають гомосексуалів.[10]
- Заявка на економічні труднощі, якщо ці труднощі перебільшені.[23]
- Навмисне провалювання тестів на військову придатність.[10]
- Навмисна вагітність з метою ухилення від призову, у країнах, де жінки, які не є матерями, підлягають призову.[24]
- Вплив через особисті зв'язки на офіцера, відповідального за процес призову.[7]
- Успішне підкуп офіцера, відповідального за процес призову.[21][22]

### Опір призову

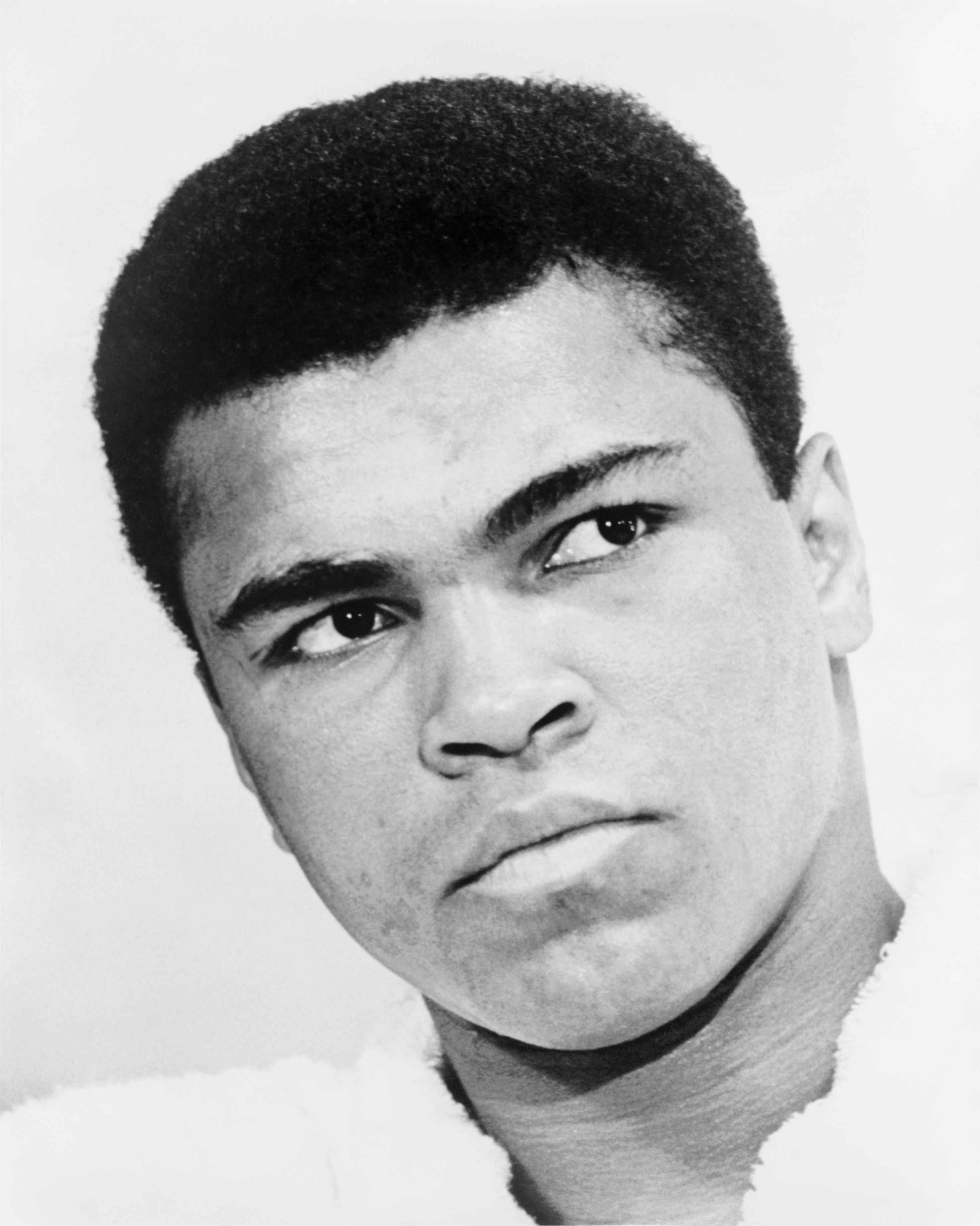
Мухаммед Алі відмовився від призову у 1967 році

Ухилення від призову, яке включає порушення закону або передбачає свідомий чи організований опір урядовій політиці, іноді називають опором призову. Прикладами є:

#### Дії противників призову
- Відмова реєструватися на призов, у країнах, де це вимагається законом.[14][21]
- Відмова з'явитися на медичний огляд, на призов або на виклик до армії, у країнах, де це вимагається законом.[28][2]
- Участь у спалюванні або здачі призовних карток.[14][29]
- Життя "під землею" (наприклад, з використанням фальшивих документів) та працевлаштування на неофіційній роботі після обвинувачення в ухиленні від призову.[14]
- Подорож або еміграція до іншої країни, замість того, щоб підкоритися призову або суду.[7][30]
- Потрапляння до в'язниці, замість того, щоб підкоритися призову або альтернативній урядовій службі.[31][32]
- Стрілянина і/або вбивство призовних офіцерів і цивільної влади.[33]

#### Дії прихильників або противників призову

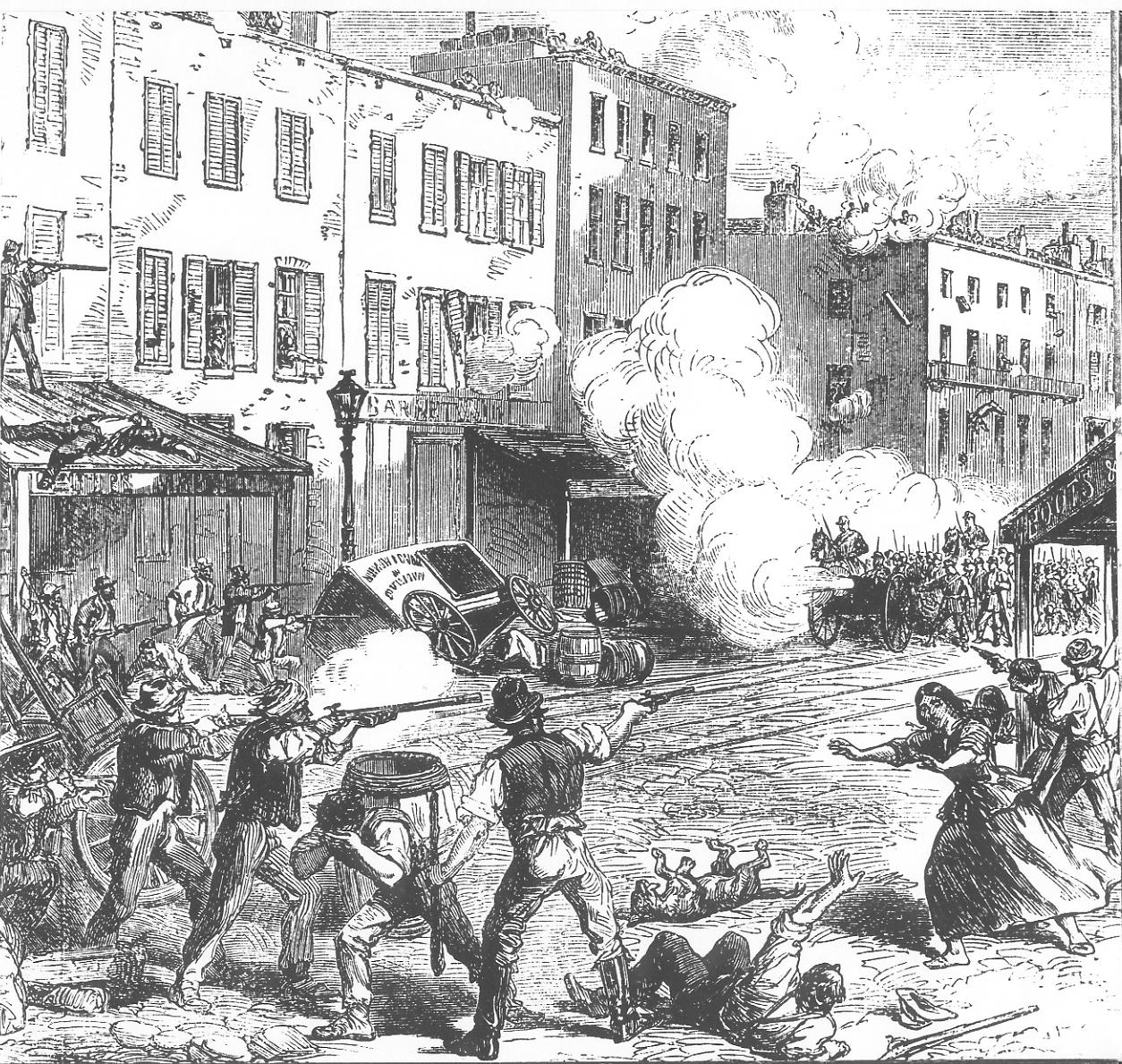
У 1863 році у Нью-Йорку спалахнули антипризовні заворушення

- Організація або участь у мирному вуличному зібранні чи демонстрації проти призову.[14]
- Публічне заохочення, підтримка або підбурювання до ухилення від призову.[14]
- Навмисне порушення процесів або процедур військового призовного агентства.[10][35]
- Знищення документів військового призовного агентства.[14][36][37]
- Організація або участь у заворушеннях проти призову.[34][38]
- Створення антивоєнного руху, що розглядає опір призову як його важливу та невід'ємну частину.[13][26]

## За країною
Ухилення від призову спостерігалося під час кожного військового конфлікту XX і XXI століть. Закони проти певних форм ухилення від призову існували щонайменше з часів стародавніх греків. Приклади ухилення від призову можна знайти в багатьох країнах у різні історичні періоди:

### Бельгія
У Бельгії XIX століття було одним з небагатьох місць, де більшість громадян приймали практику законного викупу з військового призову, відому як "покупна військова комутація". Проте деякі бельгійські політики засуджували її як систему, що, здавалося, обмінювала гроші багатих на життя бідних.

### Велика Британія
У січні 1916 року, під час Першої світової війни, британський уряд прийняв закон про військову мобілізацію. До липня того ж року 30% призовників не з'явилися на службу.

### Канада
Канада застосовувала військовий призов під час Першої та Другої світових війн, і деякі канадці ухилялися від нього. За словами канадського історика Джек Ґрантстейн, "жодне питання так різко не розділило канадців", як військовий призов. Під час обох світових воєн політичні партії руйнувалися або розпадалися через призов, а питання етнічності також відігравало роль, оскільки більшість франко-канадців виступали проти призову, тоді як більшість англоканадців його підтримували. Під час обох війн після ухвалення законів про призов відбувалися заворушення та ухилення від служби.

#### Перша світова війна

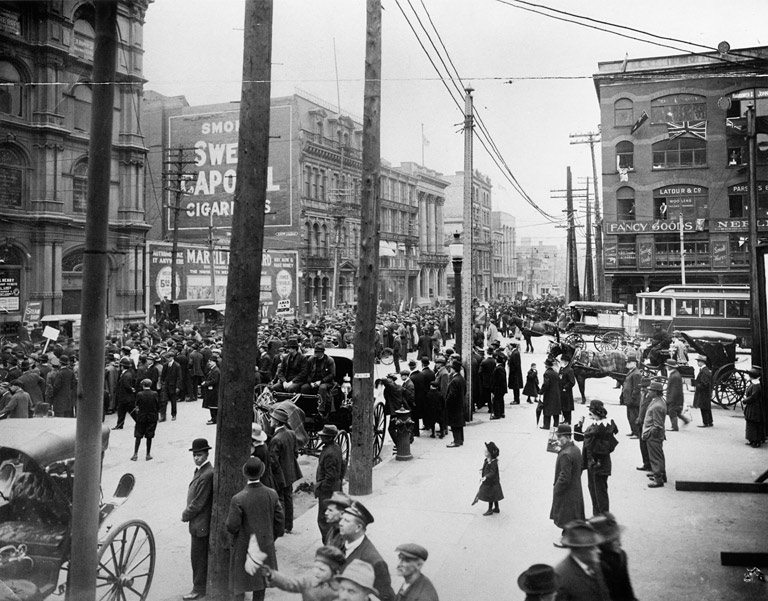
Антипризовний марш у Монреалі, Квебек, Канада, травень 1917 року

Призов був роз'єднувальним фактором у канадській політиці під час Першої світової війни, і ці розбіжності призвели до кризи призову 1917 року. Канадці виступали проти призову з різних причин: деякі вважали його непотрібним, деякі не асоціювали себе з британцями, а деякі вважали, що він накладає несправедливі тягарі на економічно вразливі верстви суспільства. Коли в 1917 році було призвано перший клас призовників (неодружені чоловіки віком від 20 до 34 років), майже 281 000 з приблизно 404 000 чоловіків подали заяви на звільнення від служби. Протягом війни деякі канадці, які боялися призову, виїхали до Сполучених Штатів або інших країн.

#### Друга світова війна
У 1940 році Канада ввела інноваційний закон про призов під назвою Акт про мобілізацію національних ресурсів. Хоча цей крок не викликав особливого обурення поза межами франкомовної Канади, суперечливість виникла через те, що за новим законом призовники не були зобов'язані служити за межами Канади. Вони могли просто захищати країну від вторгнення. До середини війни багато канадців – зокрема і призовники, відправлені на закордонну службу – зневажливо називали чоловіків, мобілізованих за НРМА, "зомбі", що означало "мертві для життя" або абсолютно даремні. Після важких боїв в Італії, Нормандії та Шельді, канадські війська за кордоном були виснажені, і під час Кризис призову 1944 року близько 17 000 чоловіків НРМА були відправлені на боротьбу за кордоном. Багато чоловіків НРМА дизертирували після призову, щоб не воювати за кордоном. Одна бригада НРМА оголосила "страйк" після призову.
Кількість чоловіків, які активно ухилялися від призову під час Другої світової війни в Канаді, невідома. Ґрантстейн стверджує, що ухилення було "поширеним". Крім того, лише у 1944 році близько 60 000 призовників служили тільки як чоловіки НРМА, зобов’язані захищати кордони, але не воювати за кордоном.

### Колумбія
Колумбія має велику та добре фінансовану армію, яка часто зосереджена на боротьбі з повстанцями. Існує обов'язковий військовий призов для всіх молодих чоловіків. Проте, за даними Public Radio International, в Колумбії існують два типи ухилення від призову, які є поширеними: один серед відносно заможних, інший серед бідних.
Молоді чоловіки з середнього та вищого класів "зазвичай" ухиляються від призову в Колумбії. Вони роблять це, отримуючи відстрочки для навчання в коледжах або медичних закладах або сплачуючи хабарі за "військовий ідентифікаційний номер", який засвідчує, що вони служили – картка, яку часто вимагають потенційні роботодавці.
Молоді чоловіки з бідніших верств населення іноді просто уникають явки на призов і намагаються функціонувати без військового ідентифікаційного номера. Окрім обмежених можливостей працевлаштування, ці чоловіки піддаються ризику бути змушеними до служби через періодичні облави армії на бідних околицях.

### Еритрея
Еритрея запровадила військовий призов у 1995 році. Через три роки він став безстроковим; усі, хто молодші 50 років [sic], можуть бути призвані на невизначений термін. Згідно з The Economist, "звільнення може залежати від примх командира і зазвичай займає роки".
Для єритрейців незаконно покидати країну без дозволу уряду. Проте в середині 2010-х років близько 2000 єритрейців щомісяця покидали країну, "переважно, щоб уникнути призову", згідно з The Economist. Правозахисні організації та ООН також стверджують, що призовна політика Еритреї сприяє міграції. Більшість виїжджає до Європи або сусідніх країн; у 2015 році єритрейці стали четвертою за величиною групою, що нелегально перетинає Середземне море в Європу.
Матерям зазвичай надають відстрочку від призову в Еритреї. The Economist зазначає, що в результаті викидні серед неодружених жінок – раніше табу в Еритреї – зросли.
Стаття 2018 року в Bloomberg News повідомила, що Еритрея розглядає можливість зміни деяких своїх призовних політик.

### Фінляндія
Під час Другої світової війни не було законного способу уникнути призову, а невиконання цього обов'язку розглядалося як непокора або дезертирство, за що карали стратою або ув'язненням. Ухилянти змушені були тікати в ліси та жити там як поза законом, в практиці, яку жартівливо називали служінням у käpykaarti (Гвардія шишок) або metsäkaarti (Лісова гвардія).
Приблизно 1500 чоловіків не з’явилися на призов на початку Радянсько-фінської війни (1941–1944, в якій Фінляндія змагалася проти Радянського Союзу), а 32,186 випадків дезертирства було розглянуто судами. У цей період існувало безліч причин для ухилення від призову та дезертирства: страх або втома від війни, заперечення війни як агресивної, ідеологічні заперечення або відкриту підтримку комунізму. Фінські комуністи вважалися небезпечними та не могли служити, і підлягали "захисному утриманню" – на практиці, затриманню в тюрмі на період війни – оскільки попередні спроби призвати їх закінчилися катастрофою: один батальйон під назвою Pärmin pataljoona, сформований з затриманих комуністів, зазнав масової дезертирства на бік Совєтів.
käpykaarti (лісова Гвардія шишок, згадана вище) була різноманітною групою, що включала ухилянтів від призову, дезертирів, комуністів та радянських десантників (військових парашутистів). Вони жили невеликими групами, іноді навіть у окопах військового типу, збудованих із колод, і часто підтримували ротацію для охорони своїх таборів. Вони отримували підтримку від симпатиків, які могли купувати на чорному ринку; якщо це не вдавалося, вони крали припаси, щоб прогодувати себе. Фінська армія та поліція активно шукали їх, і якщо їх знаходили, часто спалахувала стрілянина. Фінська комуністична партія змогла діяти серед ухилянтів від призову. Шістдесят трьом дезертирам винесли смертні вироки; однак багато з них були вбиті під час військових або поліцейських рейдів на їхні табори. Дезертирів, захоплених поблизу лінії фронту, часто просто повертали на лінію, але в міру погіршення військової ситуації наприкінці війни покарання ставали суворішими: 61 з винесених смертних вироків був у 1944 році, переважно в червні та липні під час Виборзько-Петрозаводської наступальної операції, коли фінські сили були змушені відступити.
По закінченні війни Контрольна комісія союзників негайно вимагала амністії для ухилянтів від призову, і їх більше не карали.
Станом на 2020 рік, навмисне ухилення від призову є рідкісним явищем, оскільки відсутність на призиві, у більшості випадків, призводить до негайного видачі ордера на арешт. Ухилянтів забирають поліцейські до призовної комісії або до регіонального військового комісаріату.

### Франція
У Франції право всіх призовників на купівлю військового звільнення — введене після Французької революції — було скасовано в 1870 році. Один науковець описує дозволену викуп як "бастардну форму рівності", що мала ознаки Старого режиму.

#### Епоха Наполеона
Ухилення від призову було великою проблемою для французької армії під час Наполеон. На початку Наполеонівської ери (яка охоплює Наполеонівські війни) оцінювалося, що близько 200,000 людей ухилилися від призову або дезертували з армії через сплеск призову; можливо, стикалися з жорстокими наслідками. Приблизно в 1808 році, під час військового конфлікту, ця кількість була ближче до 500,000. У цей період було створено жандармерія, що мала на меті полювання на людей, які дезертували з армії або ухилялися від призовів; французи також запровадили обов'язкове носіння паспортів, серед інших заходів.

### Ізраїль

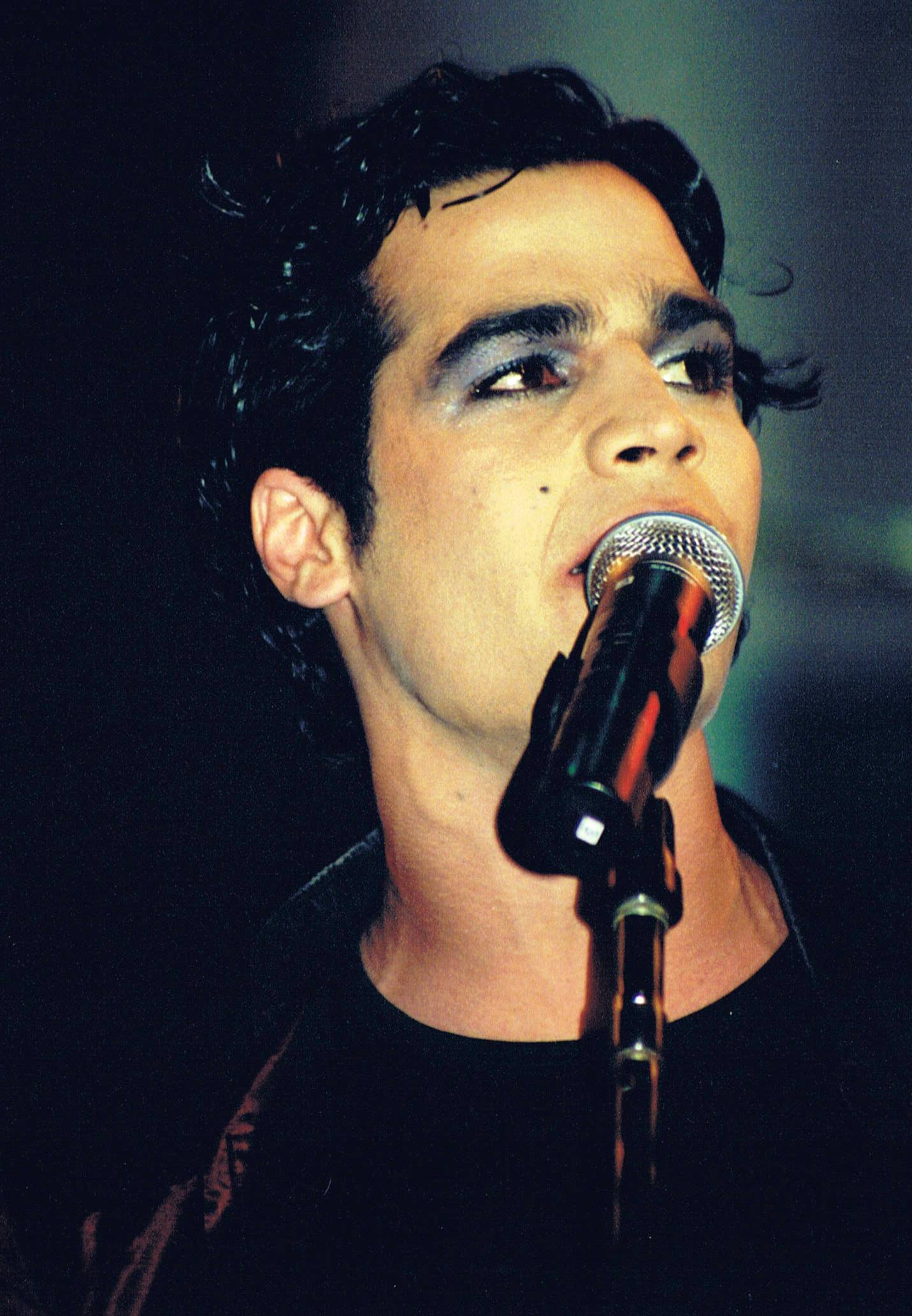
Рок-зірка Авів Гефен — один з кількох ізраїльських артистів, які заохочували ухилення від призову.

В Ізраїлі завжди існував військовий призов. Він є універсальним для всіх неарабських ізраїльських громадян, як чоловіків, так і жінок, і може бути легально уникнутий лише з фізичних або психологічних причин або строго ортодоксальними євреями, хоча Верховний суд Ізраїлю ухвалив рішення відхилити останнє виняток у червні 2024 року. Призов став частиною тканини ізраїльського суспільства: за словами старшого редактора Le Monde Сільван Сипель, в Ізраїлі військова служба розглядається не лише як обов'язок, а й як "сертифікат входу в активне життя".
Проте до середини 2000-х років ухилення від призову (включаючи відкриту відмову від призову) та дезертирство досягли рекордно високих показників. Цілком 5% молодих чоловіків та 3% молодих жінок нібито не проходили свої психологічні тести перед службою, що є рекордом. Деякі популярні артисти, включаючи рок-зірку Авів Гефен, двоюрідного племінника військового героя Моше Даян, заохочували ухилення від призову (Гефен публічно заявив, що вчинить самогубство, якщо його заберуть до армії). У 2007 році ізраїльський уряд розпочав те, що деякі назвали "кампанією сорому", заборонивши молодим артистам проводити концерти та з'являтися на телебаченні, якщо вони не виконали свої військові вимоги. До 2008 року понад 3,000 учнів старших класів входили до "Шміністім" (івритом "дванадцятикласники"), групи молодих людей, які стверджували, що свідомо проти військової служби. Американський актор Едвард Аснер написав колонку на підтримку групи. Інша група, Новый Профиль, була створена ізраїльськими активістами за мир, щоб заохочувати відмову від призову.
Університет Манчестера соціолог Юлія Землинська інтерв'ювала членів "Новий Профіль" та "Шміністім", а також членів двох груп ізраїльських солдатів та резервістів, які висловили небажання брати участь у місіях, які вони не схвалюють — Йеш Гвул та Відвага відмовити. Незважаючи на спільності, вона виявила різницю між відмовниками від призову та військовими, які відмовляються вибірково:
Аналіз цих інтерв'ю показав, що члени "Йеш Гвул" та "Відвага відмовити", апелюючи до ізраїльської публіки, використовували символічні значення та коди, витягнуті з домінуючих мілітаристських і націоналістичних дискурсів. На відміну від них, відмовники від призову, члени "Нового Профілю" та "Шміністім", відмовляючись маніпулювати націоналістичними та мілітаристськими кодами, висловлюють набагато більш радикальну та всебічну критику планів держави щодо ведення війни. Викликаючи феміністичні, антимілітаристські та пацифістські ідеології, вони відкрито кидають виклик та критикують домінуючі мілітаристські та сіоністські дискурси. У той час як більшість членів "Йеш Гвул" та "Відвага відмовити" вибирають вибіркову відмову, узгоджуючи умови своєї резервної служби, антимілітаристська, пацифістська та феміністська ідеологічна позиція членів "Нового Профілю" та "Шміністім" веде їх до абсолютистської відмови.

### Росія/Радянський Союз

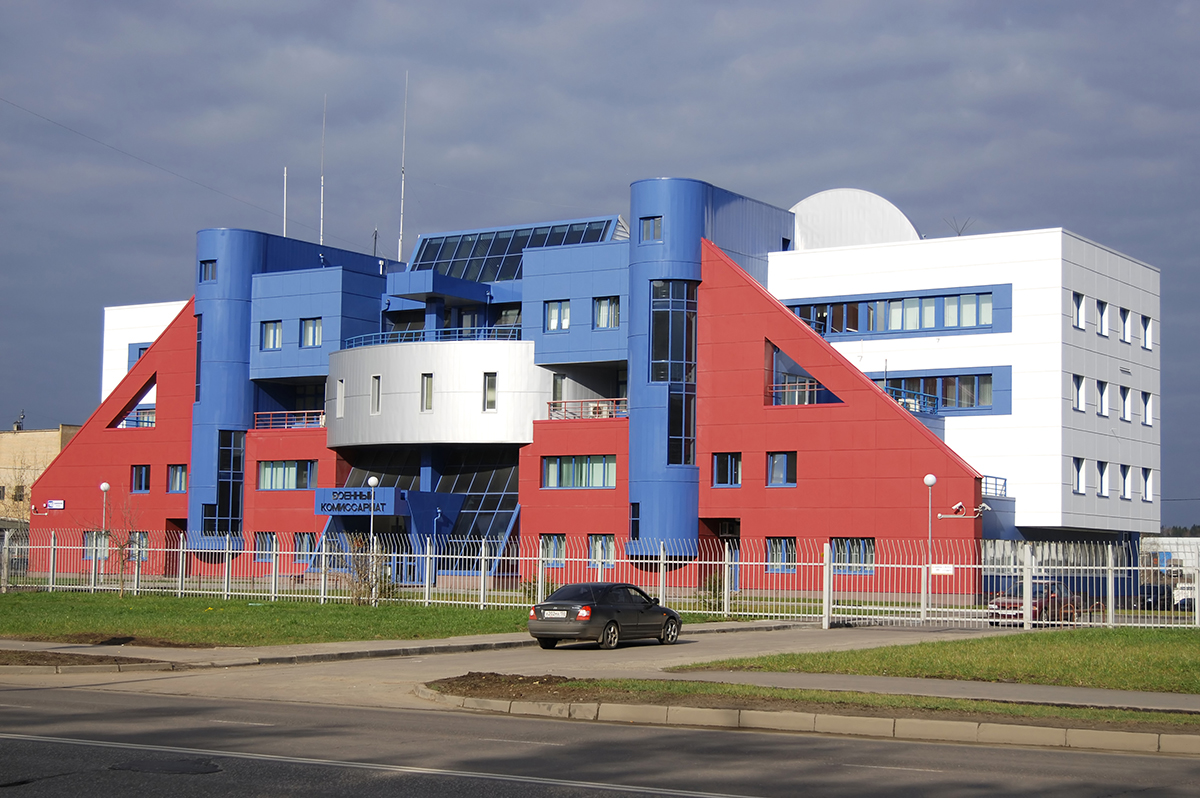
Офіс військового обліку та призову біля Москви. У середині 2010-х років повідомлялося, що половина всіх придатних до служби росіян ухилялася від призову.

Згідно з журналісткою, яка працює в Лондоні, Елізабет Брау, яка пише у Foreign Affairs, ухилення від призову було "епідемічним" у Радянському Союзі під час Радянсько-афганської війни, яка закінчилася поразкою Радянського Союзу в 1989 році. Декласований звіт Центрального розвідувального управління показав, що радянська еліта регулярно підкуповувала можливість своїх синів уникнути відправлення до Афганістану або взагалі уникнути військової служби.
В Росії всі чоловіки віком від 18 до 30 років підлягають військовому призову, продовжуючи радянську практику. Згідно з доповіддю Європейської парламентської служби досліджень, органу Секретаріату Європейського парламенту, в середині 2010-х років повністю половина з 150,000 молодих чоловіків, які щорічно призивалися, вважалися такими, що ухиляються від призову. Під час президентства Дмитра Медведєва термін служби було скорочено з двох років до одного.

#### Вторгнення в Україну
У вересні 2022 року, під час Російського вторгнення в Україну, понад 600,000 мобілізаційно-придатних громадян покинули країну, щоб уникнути призову. Повідомляється, що Грузія, Казахстан і Монголія стали основними, безвізовими пунктами призначення для росіян, які намагаються уникнути мобілізаційного указу президента Володимира Путіна. Фінляндія, Польща та Балтійські країни оголосили, що не надаватимуть притулок росіянам, які втікають від мобілізації.
У січні 2023 року Казахстан оголосив, що посилює візові правила, крок, який, як очікується, ускладнить для росіян залишитися в країні. Казахстан заявив, що видасть росіян, які розшукуються за ухилення від мобілізації. На початку 2023 року адміністрація Байдена відновила депортацію росіян, які втекли з Росії через мобілізацію та політичні переслідування. Казахстан і Киргизстан погодилися обмінюватися особистими даними росіян, що втікають від мобілізації.

### Південна Корея
Південна Корея підтримує обов'язкову військову службу. Згідно з Korea JoongAng Daily, з початку 2000-х років країну сколихнули скандали за участю знаменитостей, які намагаються використати свою популярність, щоб уникнути призову або отримати спеціальне ставлення від військових. Повідомляється, що південнокорейці настільки вороже ставляться до ухилення від призову, що один південнокорейський коментатор зазначив, що це "майже як самогубство" для знаменитостей. Ю Синджун був однією з найбільших зірок на південнокорейській рок-сцені до 2002 року, коли він вирішив ухилитися від призову та стати громадянином США. Південна Корея після цього депортувала його і заборонила йому в'їзд на все життя.
Деяких ухильників від призову в Південній Кореї засудили до ув'язнення. У 2014 році The Christian Science Monitor опублікував заголовок, в якому стверджувалося, що Південна Корея має "найбільшу кількість ухильників від призову в тюрмах". Стаття, написана ветераном журналістики Дональдом Кірком, пояснювала, що уряд Південної Кореї не допускав сумлінного заперечення проти війни; в результаті 669 переважно релігійно мотивованих південнокорейців, як стверджують, були у в'язниці за ухилення від призову в 2013 році. Лише 723 ухильника від призову повідомлялося про те, що перебувають у в'язниці у всьому світі в той час.
Згідно з South China Morning Post (Гонконг), у червні 2013 року Лі Єда став першим південнокорейцем, якому надали притулок, зокрема через те, що він ухилився від південнокорейського призову. Його прохання про притулок було задоволено Францією. "У Південній Кореї ... важко знайти роботу для будь-кого, хто не виконав свою національну службу", — повідомлялося, що сказав Лі. "Відмова служити означає, що ваше життя в суспільстві закінчується."

### Сирія

Алеппо під час громадянської війни в Сирії. До 2016 року 70 000 ухильників від призову втекли з Сирії, тоді як інші залишилися непоміченими в її межах.

Сирія вимагає, щоб чоловіки старше 18 років проходили службу в армії протягом двох років (за винятком випускників університетів, які повинні служити лише 18 місяців). Ухилення від призову тягне за собою суворі покарання, включаючи штрафи та роки ув'язнення. Після того, як Громадянська війна в Сирії спалахнула в 2011 році, багато чоловіків призивного віку почали тікати з країни, іноді сплачуючи тисячі доларів за те, щоб їх вивезли. Інші платили, щоб їхні імена були виключені з призивних списків. Тим часом уряд встановив білборди, закликаючи молодь вступати до армії, та організував дорожні контрольно-пропускні пункти для затримання ухильників. До 2016 року приблизно 70 000 ухильників від призову залишили Сирію, а інші залишилися непоміченими в її межах.
Спостерігачі виявили кілька мотивів серед сирійських ухильників від призову. Один з них — страх загинути у громадянській війні в цій країні. Інші мотиви включають підпорядкування батьківським бажанням та відразу до уряду Башара Асада. Томас Спійкербор, професор міграційного права в Університеті ВУ Амстердам, стверджував, що сирійським ухильникам від призову, які відмовляються брати участь у порушеннях міжнародного права, слід надавати статус біженця в інших країнах.
У жовтні 2018 року сирійський уряд оголосив про амністію для ухильників від призову. Однак один з офіцерів "Міністерства примирення" Сирії сказав газеті Los Angeles Times, що, хоча покарання буде скасовано, військова служба все ще буде обов'язковою. "Зараз війна практично закінчується, що означає, що призов вже не є такою страшною ситуацією", — сказав він. "Ми очікуємо, що ми матимемо дуже велику кількість людей, які скористаються амністією".

### Туніс
Туніс має призов з моменту здобуття незалежності в 1956 році. Більшість чоловіків зобов'язані подавати документи місцевим органам у 18 років і почати службу через два роки. Однак, згідно з даними Центру Середнього Сходу імені Мальколма Х. Керра, призов у Тунісі давно погано виконується, і ухилення від призову стало звичайним явищем.
Щоб зменшити ухилення від призову, Туніс почав дозволяти молодим чоловікам замінювати "цивільну" службу (таку як робота над проектами сільського розвитку) або "національну" службу (таку як робота в державних органах) військовою службою. Але це не допомогло: міністр оборони повідомив, що в 2017 році лише 506 молодих чоловіків з'явилися з потенційного списку більше 31,000 осіб.

### Україна
У 2015 році, реагуючи на сприйняті загрози з боку проросійських повстанців на сході України, українська армія запровадила обов'язковий призов для чоловіків віком від 20 до 27 років. Однак, за словами незалежного журналіста Алекса Луна, який пише у журналі Foreign Policy, "величезна кількість" українців відмовилася служити. Лун наводить три причини для цього. По-перше, це страх смерті. По-друге, деякі молоді українці були проти війни в цілому. По-третє, деякі були не готові піднімати зброю проти тих, кого вони сприймали як своїх співвітчизників.
Саме українське військо заявило, що під час часткової мобілізації в 2014 році понад 85,000 чоловіків не з’явилися у своїх призовних пунктах, і майже 10,000 з них в підсумку були визнані незаконними ухильниками від призову.
Після російського вторгнення в Україну чоловікам-українцям віком від 18 до 60 років було заборонено виїзд з України. Незважаючи на заборону виїзду з України, приблизно 600,000–850,000 українських чоловіків втекли до Європи після російського вторгнення. Уряд Польщі запропонував, а литовський уряд розглянув питання репатріації українських чоловіків, що проживають у їхніх країнах, до України.

### Сполучені Штати
Сполучені Штати неодноразово використовували призов, зазвичай під час війни, але також і під час Холодної війни. Кожного разу призов зустрічався принаймні з деяким опором.
У своїй книзі Ескізи Америки (1818) британський автор Генрі Бредшоу Фірон, який відвідав молоді Сполучені Штати з метою збору інформації для британців, що розглядають еміграцію, описав Нью-Йоркська гвардія — хоча і не назвав її — так, як він її побачив у Нью-Йорку в серпні 1817 року:
Кожного чоловічого жителя можна викликати на військову службу у віці від 18 до 45 років. У мирний час відбуваються сім зборів щорічно: штраф за неучасть становить п'ять доларів кожного разу. Командири мають дискреційні повноваження приймати замінників. Прикладом їхньої готовності до задоволення є випадок, розказаний мені паном —, торговцем з цього міста. Він ніколи не відвідує збір, але, щоб уникнути штрафу, надсилає деяких своїх людей, які відповідають його імені; одна і та ж особа не завжди є його заступником на параді: у цьому пан — керується власними зручностями; іноді це збиральник, іноді один з пивоварів, а іноді — вантажник: і, щоб завершити цю військову пантоміму, часто обходяться без мушкета, замість цього використовуючи більш зручну для війни зброю — палицю. Військові трибунали мають право зменшувати штраф у разі надання задовільної причини відсутності та в випадках бідності. Щодо юридичних винятків я не можу надати певну інформацію. Протягом трьох місяців у пізній війні існувало військове законодавство, і замінників не приймали. Іноземців не викликали.

#### Громадянська війна

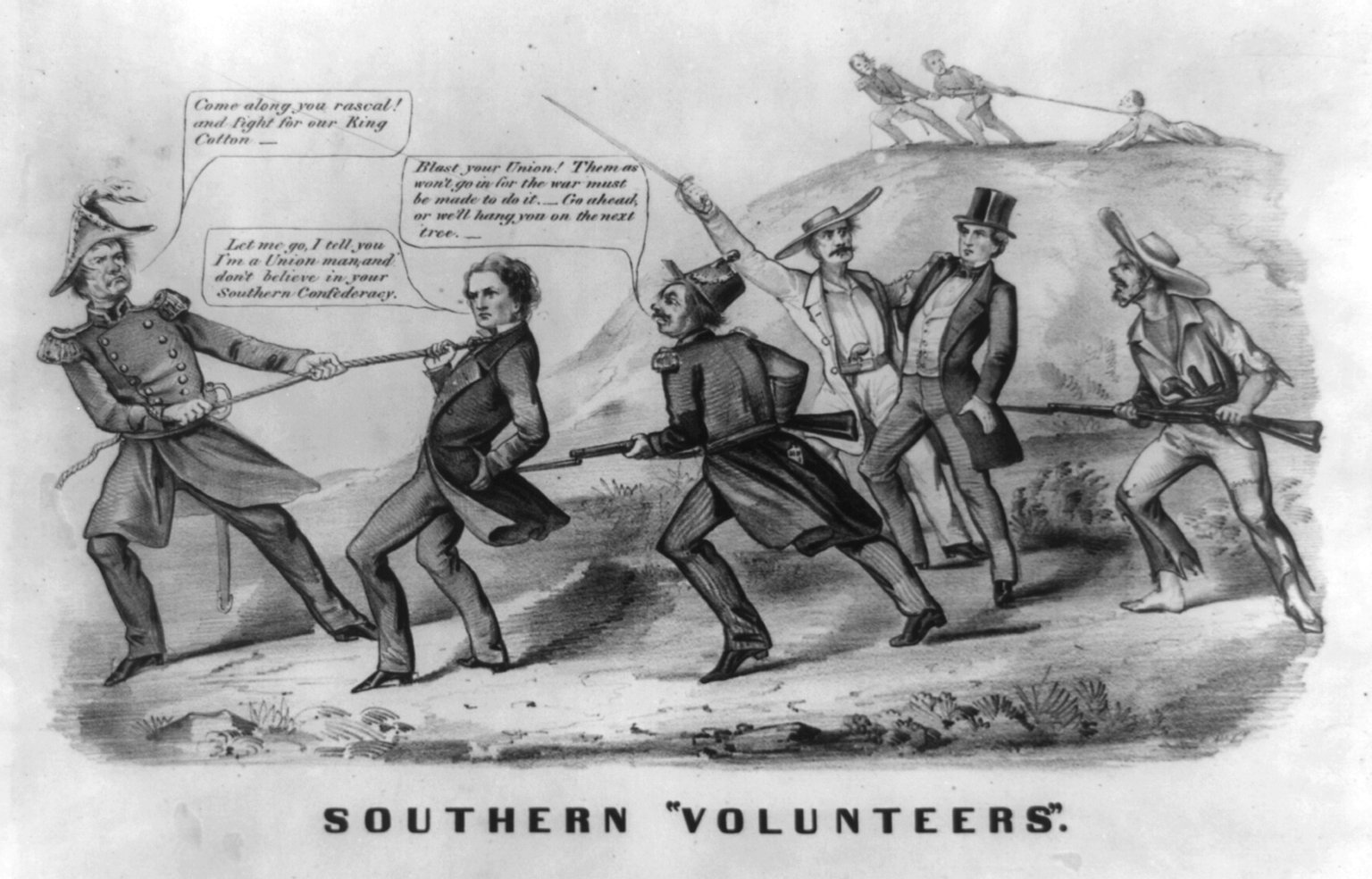
Пародія на конфедеративні війська, що змушують прихильника Союзу на Півдні (ліворуч на передньому плані) та інших неохочих південців підкоритися конфедеративному призову, близько 1862 року.

Як Союз (Північ), так і Конфедерація (Південь) ввели призов під час Американська громадянська війна – і обидва призови часто уникалися. На Півночі найбільше ухильників було серед бідних ірландських іммігрантів. На Півдні найбільше ухильників проживало в гірських районах та в певних частинах Техасу, Луїзіани та Джорджії.
Опір призову іноді був насильницьким. На Півночі під час нападів було поранено майже 100 офіцерів з призовних комісій. Антипризовні безладдя в Нью-Йорку в 1863 році тривали кілька днів і призвели до 120 смертей та 2,000 поранень.
Згідно з істориком Девідом Вільямсом, до 1864 року південний призов став практично не здійснювальним. Дехто вважає, що ухилення від призову на Півдні, де робочої сили було менше, ніж на Півночі, сприяло поразці конфедератів.

#### Перша світова війна
Вибірковий закон про призов 1917 року був ретельно розроблений для усунення недоліків системи призову часів Громадянської війни, дозволяючи звільнення за залежністю, для необхідних професій та релігійних переконань, а також забороняючи всі форми винагород, замін та купівлі звільнень. У 1917 та 1918 роках було зареєстровано близько 24 мільйонів чоловіків, з яких майже 3 мільйони були призвані на військову службу, при цьому було мало явного опору, який характеризував Громадянську війну.

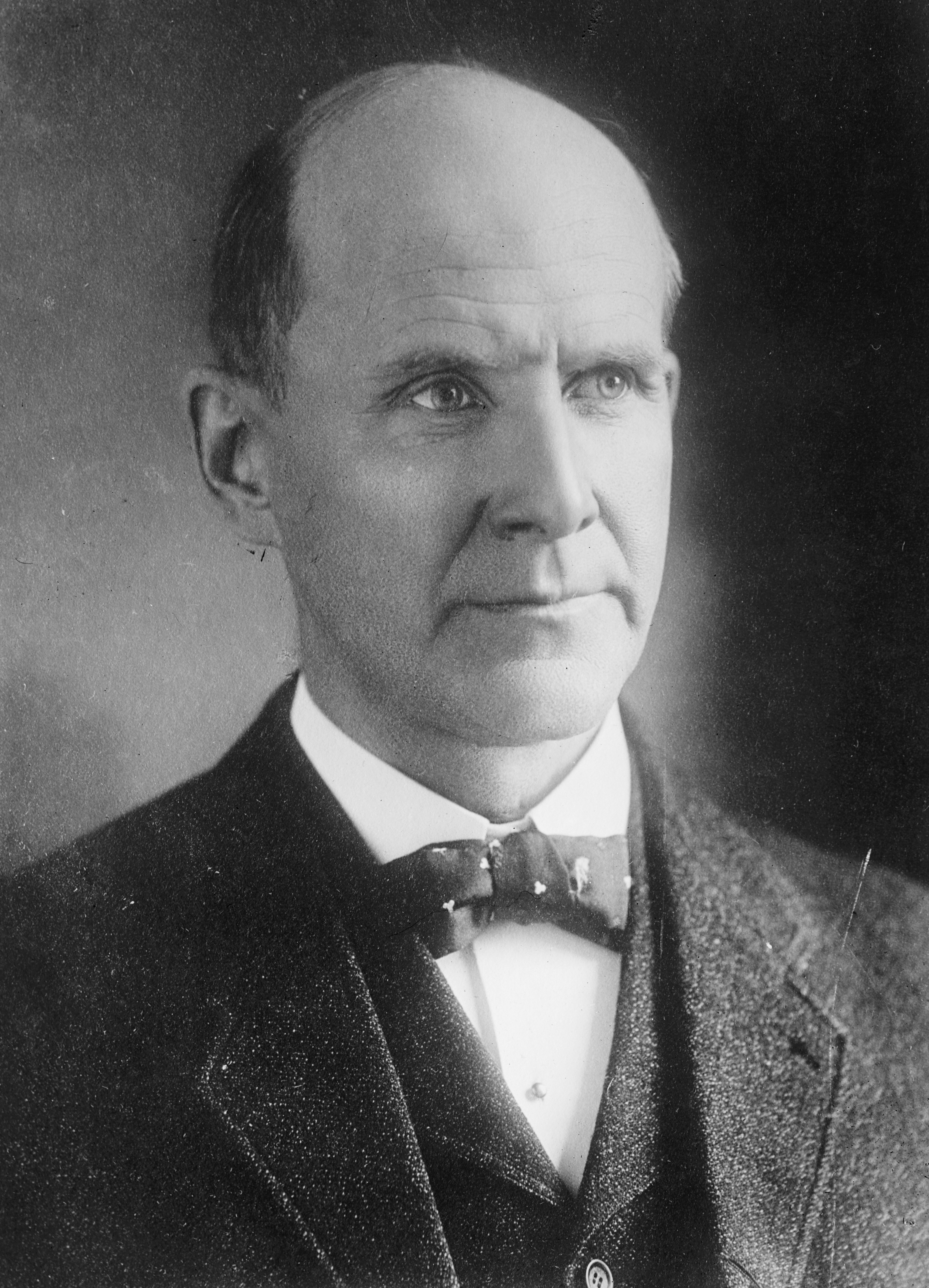
Юджин Дебс виступав проти призову під час Першої світової війни.

У Сполучених Штатах під час Першої світової війни слово "лінивий" широко використовувалося для опису тих, хто не брав участі у військових зусиллях, особливо тих, хто уникав військової служби, що відповідало пізнішому терміна "ухильник від призову". Спроби відстежити таких ухильників називалися "рейдами на лінивців". Згідно з Законом про шпигунство 1917 року, активісти, зокрема Юджин Дебс та Емма Голдман, були арештовані за виступи проти призову.
Незважаючи на такі обставини, ухилення від призову було значним. Згідно з одним науковцем, майже 11 відсотків придатних до призову чоловіків відмовилися зареєструватися або з'явитися на призов; за іншими даними, 12 відсотків призваних або не з'явилися в навчальні табори, або дизертирували з них. Значна частина ухилень від призову відбулася на Півдні, частково через те, що багато бідних південців не мали документів, а частково тому, що багато південців згадували про "жахливі втрати" Громадянської війни. У 2017 році історик Майкл Казін зробив висновок, що більший відсоток американських чоловіків ухилився від призову під час Першої світової війни, ніж під час В'єтнамської війни.

#### Друга світова війна
Основна стаття: Призов під час Другої світової війни
Згідно з дослідженнями Анни Віттманн, близько 72 000 молодих американців подали заявки на статус відмовник від військової служби (ОВС) під час Другої світової війни, і багато з цих заяв були відхилені. Деякі ОВС обрали службу в армії, як не воюючі, інші вибрали в'язницю, а третя група – займаючи проміжну позицію – обрала участь у спеціально організованій домашній Громадянській службі.

#### Корейська війна
Корейська війна, що тривала з 1950 по 1953 рік, призвела до 80 000 випадків ймовірного ухилення від призову.

#### В'єтнамська війна

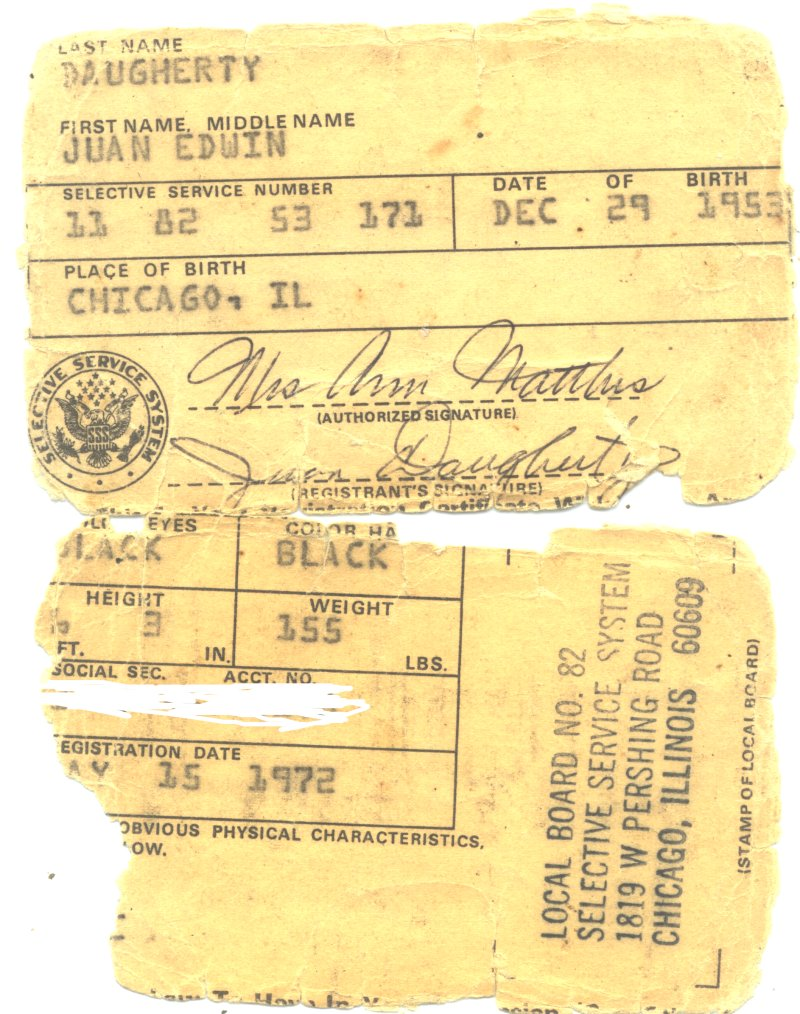
Призовна картка часів В'єтнамської війни. Зберігання картки було юридично обов'язковим.

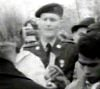
Спалення призовної картки в Нью-Йорку, 1967 рік

В'єтнамська війна (1955–1975) була суперечливою в США і супроводжувалася значною кількістю ухилень від призову серед молодих американців, багато з яких змогли залишитися в США різними способами, а деякі зрештою виїхали до Канади чи в інші місця.
Значне ухилення від призову відбувалося ще до того, як США активно втягнулися у В'єтнамську війну. Велика когорта бебі-бумерів дозволила різко збільшити кількість винятків і відстрочок, особливо для студентів коледжів і аспірантів. Згідно з дослідженнями вченого у галузі мирних досліджень Девіда Кортрайта, більше половини з 27 мільйонів чоловіків, які підлягали призову під час В'єтнамської війни, отримали відстрочку, були звільнені або дискваліфіковані.
Кількість тих, хто чинив опір призову, також була значною. Згідно з Кортрайтом, "Відмінними від мільйонів, які [ухилялися] від призову, були тисячі, які чинили опір системі призову та активно виступали проти війни". Голова робочої групи президента США Річарда Ніксона з питань військової служби на добровільній основі повідомив у 1970 році, що кількість противників призову "зростає з тривожною швидкістю" і що уряд "майже безсилий, щоб їх затримати та переслідувати". Тепер відомо, що під час в'єтнамського періоду близько 570 000 молодих чоловіків були класифіковані як порушники призову, і приблизно 210 000 були формально звинувачені у порушеннях призову; однак лише 8 750 були засуджені, а лише 3 250 потрапили до в'язниці. Деякі чоловіки, які підлягали призову, публічно спалювали свої призовні картки, але Міністерство юстиції висунуло обвинувачення лише проти 50 з них, з яких 40 були засуджені.
Зі збільшенням чисельності військ США у В'єтнамі деякі молоді чоловіки намагалися уникнути призову, активно вступаючи до військових формувань, які навряд чи братимуть участь у бойових діях у В'єтнамі. Наприклад, дослідники призову Лоренс Баскір і Вільям Страус стверджують, що Берегова охорона могла служити такій меті для деяких, хоча вони також вказують на те, що члени Берегової охорони мали підтримувати готовність до бойових дій у В'єтнамі, і що деякі з них зрештою служили і загинули там. Аналогічно, Національна гвардія епохи В'єтнамської війни також розглядалася деякими як можливість уникнути бойових дій у В'єтнамі, хоча це також було не надто надійно: близько 15 000 членів Національної гвардії були відправлені до В'єтнаму до початку завершення війни.

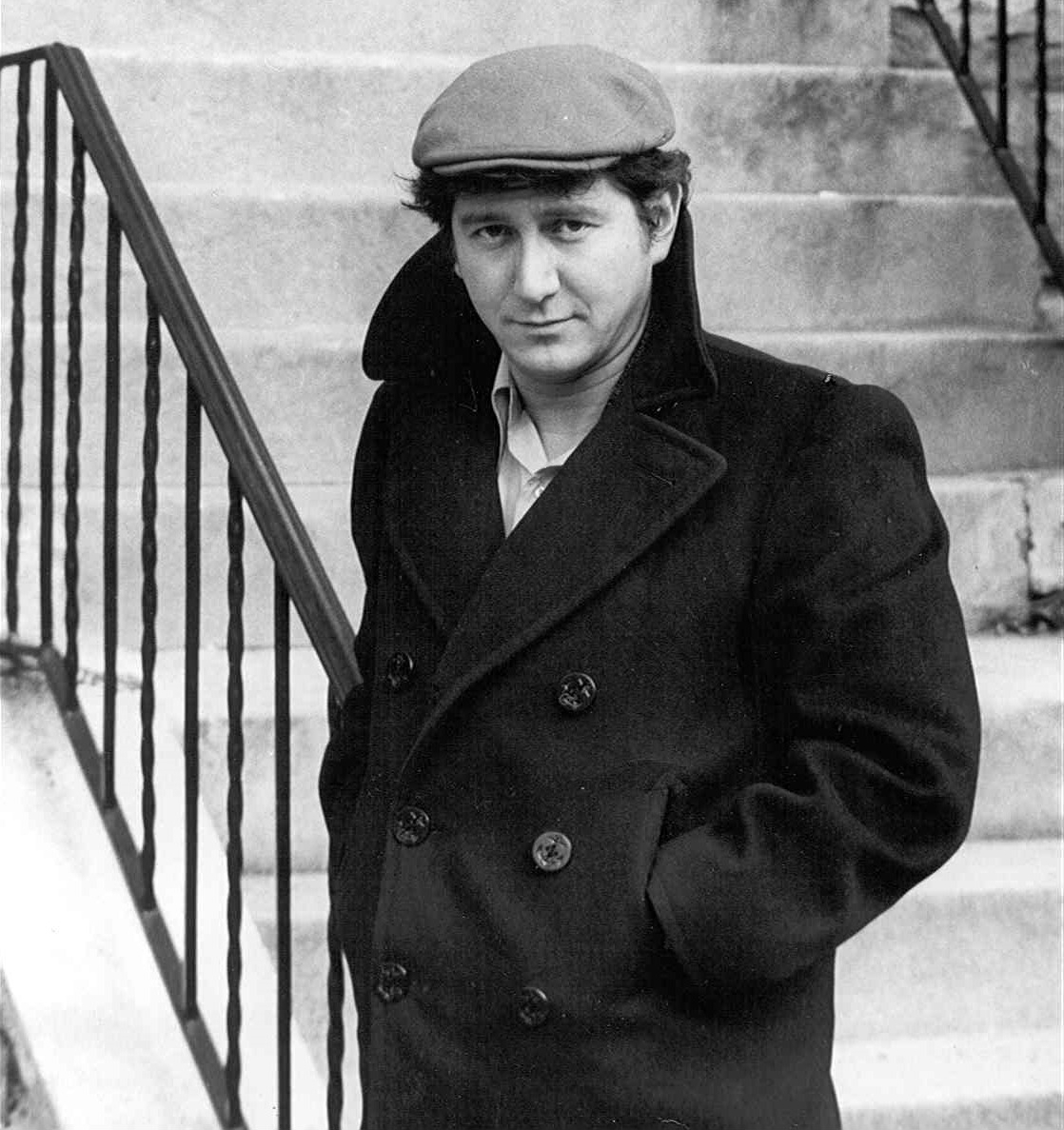
Філ Окс (1940–1976) був одним з кількох контркультурних діячів, які заохочували ухилення від призову.

Інші молоді чоловіки намагалися уникнути призову, ухиляючись від будь-яких військових зобов'язань або чинили опір. У цьому їх підтримували певні контркультурні діячі. Пісня "Draft Dodger Rag", написана Філом Оксом у 1965 році, використовувала сатиру, щоб надати список доступних відстрочок: розрив селезінки, поганий зір, плоскі стопи, астма та багато інших. Фолк-співак Арло Гатрі висміював парадокс пошуку відстрочки, вдаючись до божевілля, у своїй пісні "Alice's Restaurant": "Я сказав: 'Я хочу вбити! Вбити! Їсти мертві спалені тіла!' а сержант сказав: 'Ти наш хлопець'!" Книга 1001 Ways to Beat the Draft була співавторством Тулі Купферберга, члена гурту The Fugs. Вона пропонувала такі методи, як приходити на призовну комісію в підгузках. Іншим текстом, що стосується чоловіків призовного віку, була карикатурна новела Джулса Фейфера з 1950-х, Munro, пізніше короткометражний фільм, в якій чотирирічного хлопчика призивають помилково.
Групи консультування щодо призову були ще одним джерелом підтримки для потенційних ухилянтів від призову. Багато таких груп були активними під час війни. Деякі були пов'язані з національними групами, такими як Американський комітет дружби та Студенти за демократичне суспільство; інші були спеціальними групами на кампусах або в громадах. Багато спеціально підготовлених осіб працювали консультантами в таких групах.

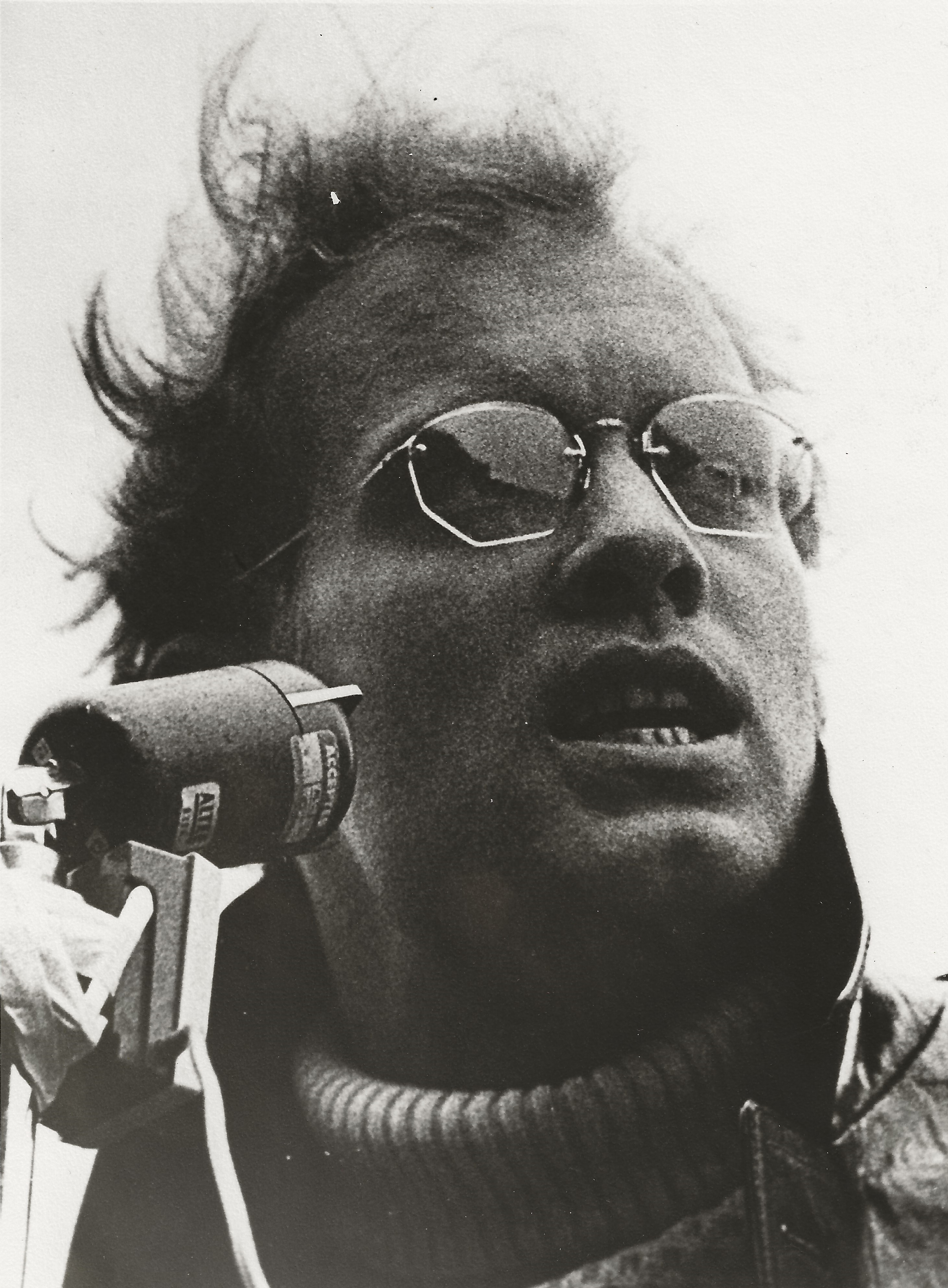
Девід Гарріс і "Опір" допомогли організувати Тиждень проти призову в Окленді, Каліфорнія, жовтень 1967.

Поряд з групами консультування з призову виник значний рух опору призову. Студенти за демократичне суспільство прагнули відігравати велику роль у ньому, так само, як і Ліга опору війні, "Національний чорний антивоєнний антипризовний союз" Комітет ненасильницької координації студентів та інші групи. Багато хто стверджує, що рух опору призову очолювало організація під назвою "Опір". Вона була заснована Девідом Гаррісом та іншими в районі затоки Сан-Франциско в березні 1967 року і швидко поширилася на національному рівні. Символом організації була грецька літера омега, Ω, символ для омів—одиниці електричного опору. Члени "Опору" публічно спалювали свої призовні картки або відмовлялися реєструватися для призову. Інші члени кидали свої картки в ящики в обрані дати, а потім надсилали їх уряду. Їх потім призивали, відмовлялися бути inducted і боролися зі своїми справами у федеральних судах. Ці опозиціонери сподівалися, що їхня публічна громадянська непокора допоможе покласти край війні та призову. Багато молодих чоловіків потрапили до федеральної в'язниці в рамках цього руху. За словами Коррайта, рух опору призову був передовим краєм антивоєнного руху у 1967 та 1968 роках.
Після війни деякі ухильники від призову, які залишилися в США, писали мемуари. Серед них були Мрії помирають важко (1982) Девіда Гарріса, Я не знав, що Бог робить хіпі-комуністів (2001) Девіда Міллера, Злочинець за мир (2005) Джеррі Елмера, та Опір (2014) Бруса Денсіса. Гарріс був організатором антипризову, який потрапив до в'язниці за свої переконання (і коротко був одружений з фолк-співачкою Джоан Байєз), Міллер був першим ухильником від призову у В'єтнамській війні, який публічно спалив свою призовну картку (а згодом став партнером духовного вчителя Стархок), Елмер відмовився реєструватися для призову і знищив файли призовної ради в кількох місцях, а Денсіс очолював найбільший відділ Студенти за демократичне суспільство (той, що в Корнеллському університеті), перш ніж потрапити до в'язниці за публічне різання своєї призовної картки та повернення її до призовної ради. Гарріс зокрема висловлює серйозні другі думки щодо аспектів руху, частиною якого він був.
Канадська історикиня Джесіка Скуайрс підкреслює, що кількість американців, які ухилялися від призову в Канаді, становила "лише частину" тих, хто чинив опір війні у В'єтнамі. Згідно з книгою 1978 року, написаною колишніми членами Комісії помилування президента Геральда Форда, 210 000 американців були звинувачені в правопорушеннях, пов'язаних з призовом, і 30 000 покинули країну. Нещодавно Коррайт оцінив, що 60 000 до 100 000 осіб покинули США, в основному до Канади чи Швеції. Інші розсіялися в інших країнах; наприклад, історик Френк Куш згадує Мексику, вчена Анна Віттман згадує Британію, а журналістка Джан Вонг описує одного ухильника від призову, який симпатизував Мао Цзедуну і знайшов притулок там. Ухильник від призову Кен Кіаск провів вісім років, безперервно подорожуючи по Глобальному Півдню, перш ніж повернутися до США.

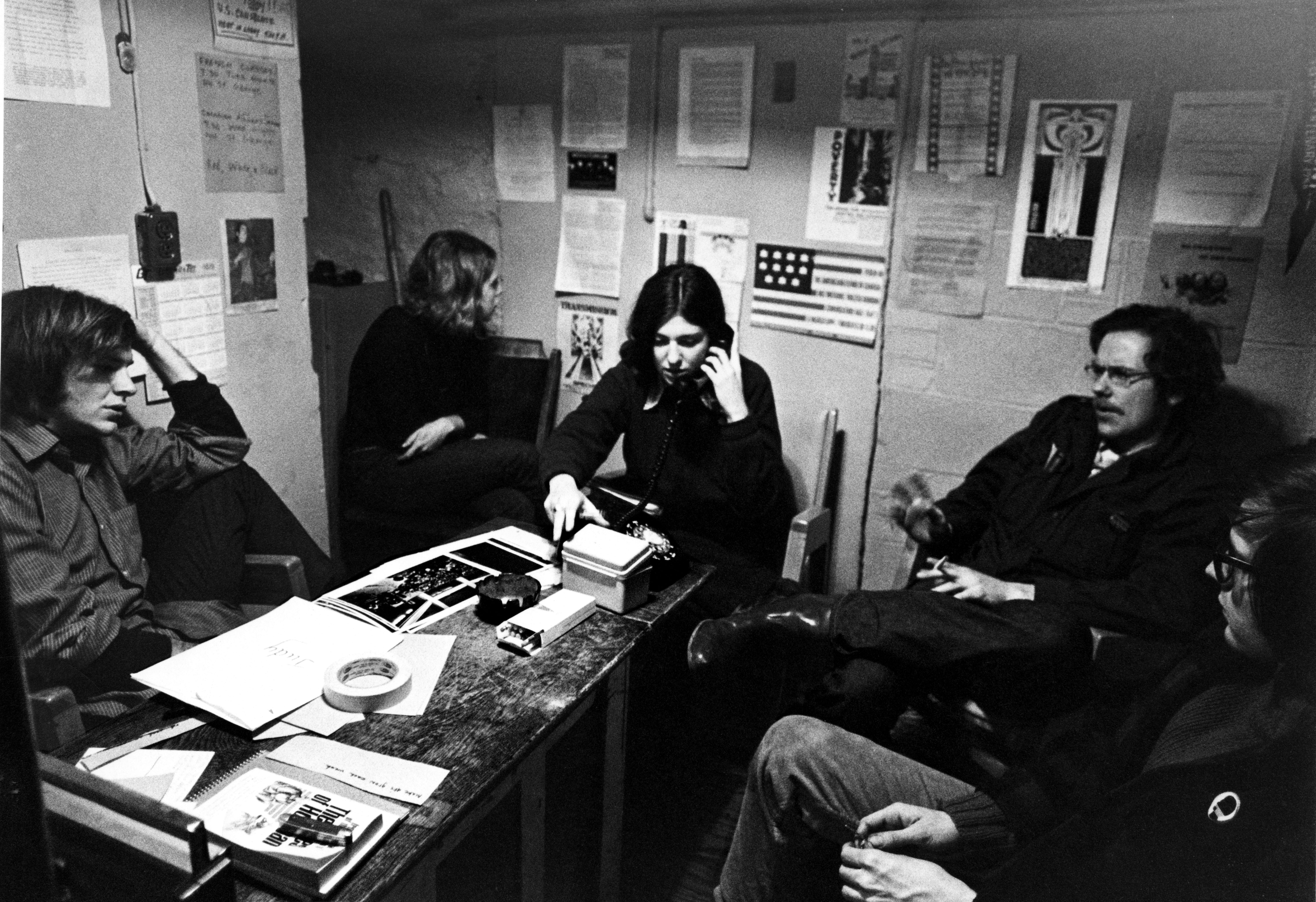
Марка Сатіна (ліворуч), директора Програми проти призову в Торонто, консультує американських ухильників від призову, 1967

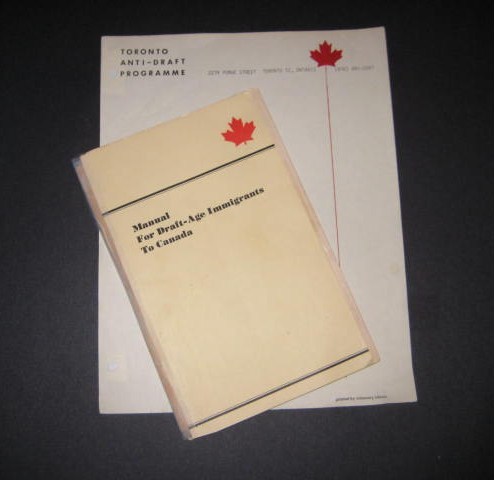
Потертий екземпляр Посібника для іммігрантів призивного віку до Канади (1968) на бланку Програми проти призову

Кількість ухильників від призову в епоху В'єтнаму, які виїхали до Канади, є предметом гарячих дискусій; цілу книгу на цю тему написав дослідник Джозеф Джонс. У 2017 році професор Торонто Роберт МакГілл наводив оцінки чотирьох дослідників, включаючи Джонса, від 30 000 до 100 000, залежно від того, хто враховується як ухильник від призову.
Хоча присутність ухильників від призову та дезертирів із США в Канаді спочатку була суперечливою, канадський уряд зрештою вирішив їх привітати. Ухилення від призову не було кримінальним злочином відповідно до канадського законодавства. Питання дезертирів було складнішим. Дезертирство з військ США не входило до списку злочинів, за які особу можна було б екстрадувати за екстрадиційною угодою між Канадою та США; проте дезертирство було злочином у Канаді, і канадські військові рішуче виступали проти його виправдання. У підсумку канадський уряд зберігав право переслідувати цих дезертирів, але на практиці залишав їх у спокої і наказав прикордонникам не ставити запитань з цього питання.
У Канаді багато американських ухильників від призову під час війни у В'єтнамі отримали консультації перед еміграцією та допомогу після еміграції від місцевих груп. Зазвичай ці групи складалися з американських емігрантів та канадських прихильників. Найбільшими були Монреальська рада допомоги військовим ухильникам, Торонто Програма проти призову та Ванкуверський комітет допомоги американським об'єкторам війни. Журналісти часто відзначали їхню ефективність. Посібник для іммігрантів призовного віку до Канади, виданий спільно Торонто Програмою проти призову та House of Anansi Press, розійшовся майже в 100,000 примірників, один соціолог виявив, що Посібник прочитали понад 55% його вибірки даних американських емігрантів, які втекли від війни у В'єтнамі, або до, або після прибуття в Канаду. Окрім консультаційних груп (і принаймні формально відокремлених від них) була політична організація в Торонто, Союз американських вигнанців, більш відомий як "Amex." Вона прагнула виступати від імені американських ухильників від призову та дезертирів у Канаді. Наприклад, вона лобіювала та проводила кампанії за універсальну, безумовну амністію і організувала міжнародну конференцію в 1974 році, що виступала проти будь-якого іншого підходу.
Ті, хто виїхав за кордон, зіштовхувалися з ув'язненням або примусовою військовою службою, якщо поверталися додому. У вересні 1974 року президент Джеральд Форд запропонував програму амністії для ухильників від призову, яка вимагала від них працювати в альтернативних службах протягом шести до 24 місяців. У 1977 році, через день після інавгурації, президент Джиммі Картер виконав обіцянку кампанії, запропонувавши помилування всім, хто ухилився від призову та подав запит. Це викликало невдоволення критиків з обох сторін: праві скаржилися, що помилувані не понесли покарання, а ліві скаржилися, що запит про помилування вимагав визнання злочину.

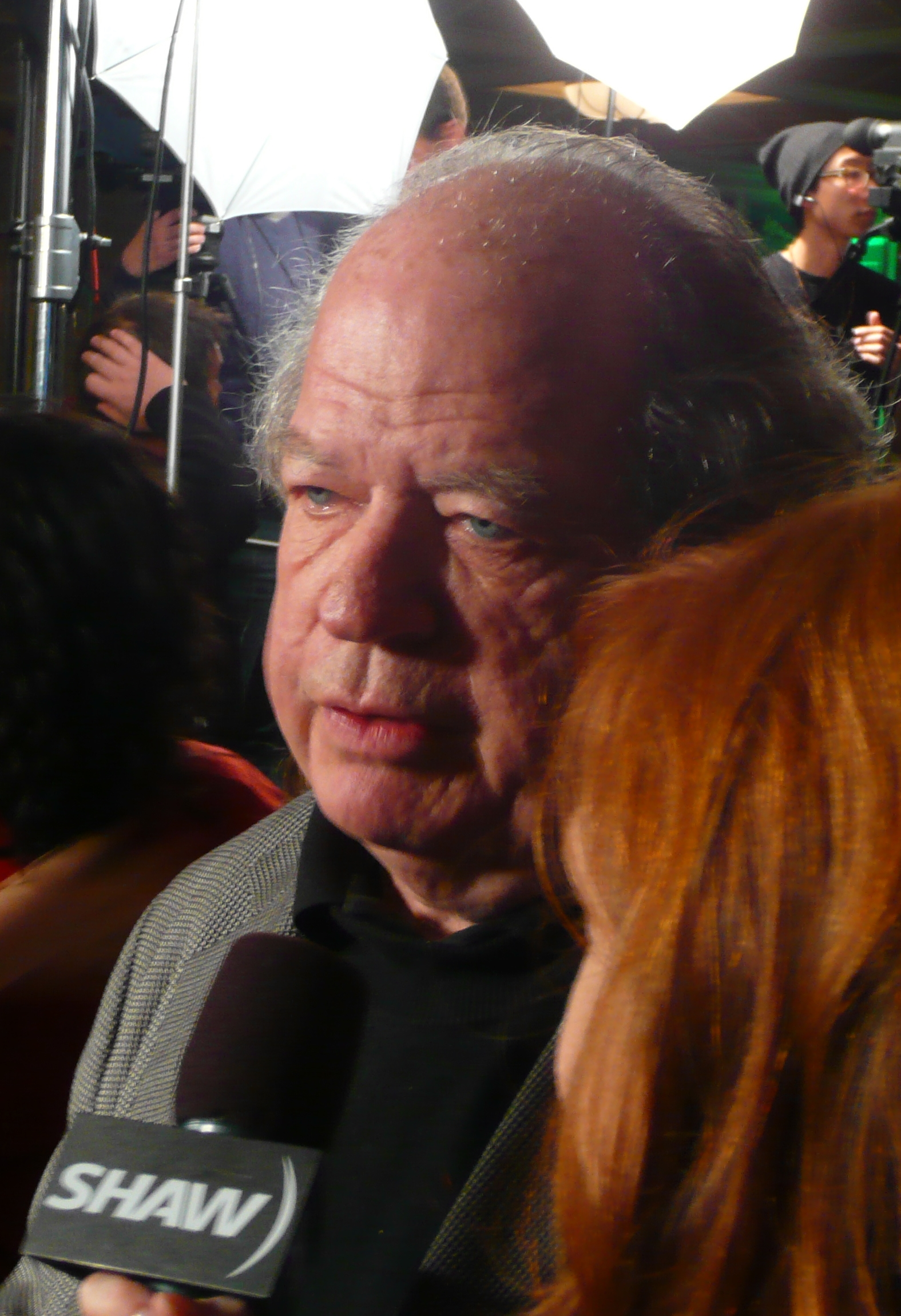
Міський радник Ванкувера Джим Грін був одним з кількох ухильників від призову, які стали відомими в Канаді.

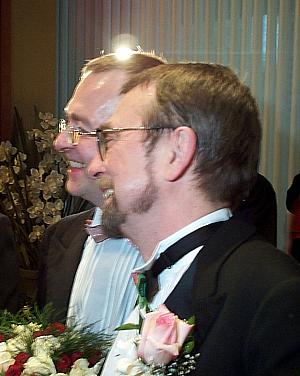
Адвокат прав геїв Майкл Хендрікс (праворуч) є ще одним ухильником від призову, який вплинув на канадське життя.

Досі залишається питанням дискусій, чи була еміграція до Канади та інших країн під час В'єтнамської війни ефективною, або навіть справжньою, стратегією опору війні. Вчений Майкл Фолі стверджує, що вона була не тільки відносно неефективною, але й служила для відтоку незадоволених молодих американців з більшого зусилля. Активісти Ренні Девіс та Том Гейден нібито мали подібні погляди. На відміну від цього, автори Джон Хаган та Роджер Н. Вільямс визнають американських емігрантів як "опору війні" у підзаголовках своїх книг про емігрантів, а автор Посібника для емігрантів призовного віку до Канади Марк Сатін стверджував, що суспільна свідомість про десятки тисяч молодих американців, які виїжджають до Канади, допоможе – і врешті-решт це дійсно відбулося – допомогти покласти край війні.
Деякі ухильники повернулися до США з Канади після амністії 1977 року, але, за словами соціолога Джона Хагана, близько половини з них залишилися. Ця молода та переважно освічена популяція розширила мистецькі та академічні сфери Канади та допомогла просунути канадську політику далі вліво, хоча деякі канадці, включаючи деяких принципових націоналістів, вважали їх присутність або вплив тривожними. Американські ухильники від призову, які виїхали до Канади та стали помітними там, включають автора Вільям Гібсон, політика Джима Гріна, адвоката прав ЛГБТ Майкла Гендрикса, адвоката Джеффрі Хаус, автора Кіт Мейлард, драматурга Джона Мурелла, телевізійного діяча Ерік Наглер, кінокритика Джей Скотт та музиканта Джессі Вінчестер. Інші ухильники від призову з ери В'єтнаму залишаються в Швеції та інших країнах.
Двоє академічних літературних критиків детально написали про автобіографічні романи ухильників від призову, які поїхали до Канади — Рейчел Адамс у Yale Journal of Criticism і Роберт МакГілл у книзі від McGill-Queen's University Press. Обидва критики обговорюють роман Мортон Реднера Getting Out (1971) та Confessions of a Young Exile (1976) Марка Сатіна, а Адамс також розглядає Dropping Out in 3/4 Time (1972) Аллена Моргана та Border Crossing (1978) Деніела Пітера. Усі ці книги детально зображають погляди, мотиви, дії та стосунки їхніх героїв. Адамс зазначає, що в них є кілька сюрпризів:
Очікується, що ухильники від призову засуджують державу як репресивну бюрократію, використовуючи віршовану мову того часу, щоб протестувати проти "машини" та "системи". Що більш дивно, так це їх загальна опірність масовим рухам, що суперечить асоціації ухильника від призову з протестом шістдесятих, знайденою в нещодавніх роботах [Скотта] Туроу або [Мордекаю] Річлеру. На відміну від стереотипів, ухильник у цих наративах не є бездумним послідовником ідеології руху і не є радикалом, який намагається звернути інших на свою справу. ... [Ще один сюрприз полягає в тому, що ухильники] мало цікавляться романтичним коханням. Їхня лібідна гіперактивність відповідає переконанню [Герберта] Маркузе про визвольну силу еросу. Вони набагато менше переживають про те, чи виживуть певні стосунки під час втечі до Канади, ніж про задоволення своїх миттєвих сексуальних поривів.
Пізні спогади ухильників від призову з ери В'єтнамської війни, які поїхали до Канади, включають I Refuse (1992) Дональда Сімонса, Travels by Night (1994) Джордж Фезерлінг, і Erratic North (2008) Марк Фруткін.

##### Відомі люди, які, можливо, маніпулювали системою
Протягом десятиліть після закінчення В'єтнамської війни видатних американців звинувачували в маніпуляціях системою призову на свою користь.
Згідно з колонкою Е. Дж. Діонн у The Washington Post, до 2006 року політики, яких супротивники звинувачували в неналежному ухиленні від призову, включали Георга В. Буша, Діка Чейні та Білла Клінтона.

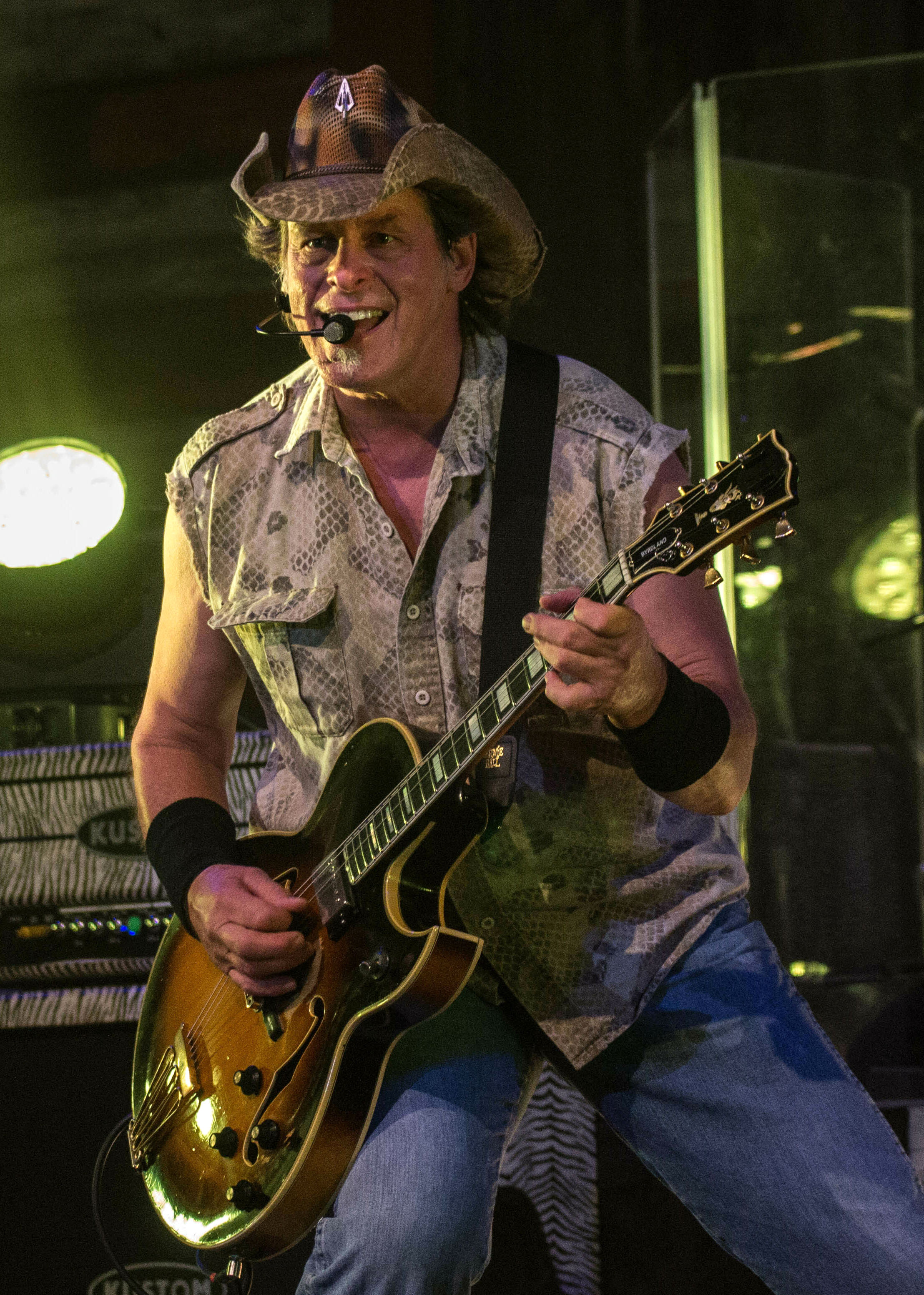
Тед Ньюджент нібито вживав крайні заходи, щоб уникнути призову.

У статті High Times 1970-х років американський співак і автор пісень Тед Ньюджент заявив, що вживав кристалічний мет, а також мочився і какал у штани перед медичним оглядом, щоб уникнути призову до В'єтнамської війни. У 1990 році, під час інтерв'ю з великою детройтською газетою, Нуджент зробив подібні заяви.
Актор і комік Чеві Чейз також обманював свою призовну комісію. У 1989 році, приблизно через два десятиліття після того, Чейз розповів у телевізійному ток-шоу, що уникнув В'єтнамської війни, зробивши кілька неправдивих заяв своїй призовній комісії, зокрема про те, що він мав гомосексуальні схильності. Він додав, що "не дуже пишається" тим, що зробив це. Декілька політично заряджених книг пізніше обговорювали поведінку Чейза.
Радіоведучий Раш Лімбо [уточнити термін] уникнув призову до В'єтнамської війни через анальні кісти. У книзі 2011 року, критично налаштованій проти Лімбо, журналіст Джон К. Вілсон звинуватив Лімбо в "гіперболічних атаках на зовнішню політику".
Відкладення Мітт Ромні, колишнього кандидата в президенти від Республіканської партії, викликало питання. [уточнити термін] Церква СД зрештою погодилася обмежити кількість відстрочок для місіонерів, які вона запитувала для членів у будь-якому регіоні. Після того, як Ромні покинув Стенфордський університет і мав втратити свою студентську відстрочку, він вирішив стати місіонером; і Церква СД у його рідному штаті Мічиган вибрала дати йому одну з місіонерських відстрочок цього штату. У статті Salon 2007 року журналіст Джо Консон зазначив, що батько Ромні був губернатором Мічигану в той час.
Увага також була приділена тому, що незалежний сенатор Берні Сандерс не служив. У статті в The Atlantic повідомлялося, що після закінчення Чиказького університету в 1964 році та повернення до Нью-Йорка, майбутній кандидат на президентських виборах від Демократичної партії подав заявку на статус достроковий відмовник – хоча, як зізнався Сандерс репортеру, він не був релігійним. (Сандерс виступав проти В'єтнамської війни. У той час статус дострокового відмовника надавався виключно на основі релігійної опозиції до будь-якої війни.) Статус дострокового відмовника Сандерса було відхилено. Проте "тривалий серіал слухань, розслідування ФБР та численні відстрочки й затримки" привели його до 26 років, після чого він більше не підлягав призову. У книзі 2015 року, критично налаштованій проти Сандерса, журналіст Гері Джаффе знову звернувся до того розділу статті Atlantic, підкресливши, що до моменту, коли "численні слухання" Сандерса закінчилися, він був "занадто старим, щоб бути призваним".
Дональд Трамп, який обіймав посаду Президент США з 2017 по 2021 рік, закінчив коледж навесні 1968 року та став придатним для військової служби. Однак Трамп, завдяки особистому другу свого батька, медичному лікарю, отримав діагноз костяних шипів у п’ятах. Цей діагноз дозволив Трампу отримати медичну відстрочку.

##### Помилування
У 1977 році президент Джиммі Картер видав указ про помилування, що надає безумовну амністію тим, хто ухилявся від призову під час війни у В'єтнамі.

## Глобальні питання
— Політолог Джеймс К. Скотт, 1990.
Явища ухилення від призову викликали кілька важливих питань серед науковців та інших.

### Ефективність
Одне з питань — це ефективність різних способів ухилення від призову щодо припинення військового призову або зупинки війни. Історик Майкл С. Фолі вважає багато практик ухилення від призову лише особисто вигідними. На його думку, лише публічна анти-призивна діяльність, свідомо і колективно здійснювана, має значення для зупинки призову або війни. На противагу цьому, соціолог Тодд Гітлін є більш щедрим у своїй оцінці ефективності всього спектру практик ухилення від призову. Політолог Джеймс С. Скотт, хоч і говорить більш теоретично, висловлює схожу думку, стверджуючи, що накопичення тисяч "дрібних" і малозначущих актів приватного опору може спровокувати політичні зміни.

### Соціальний клас

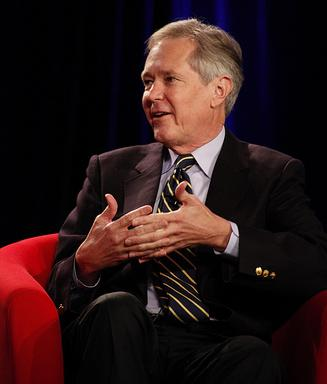
Випускник Гарварду Джеймс Феллоуз писав про сором, який він відчував як ухильник від призову.

Ще одне питання — це як найкраще зрозуміти реакцію молоді на військовий призов. За словами історика Чарльза ДеБенедетті, деякі противники війни у В'єтнамі вирішили оцінювати реакції людей на війну переважно з точки зору їх готовності взяти на себе особисту відповідальність за опір злу, стандарт, спровокований Нюрнбергською доктриною. Посібник для іммігрантів призовного віку до Канади закликав своїх читачів ухвалювати рішення про призив, маючи на увазі Нюрнберг. На противагу цьому, відомий журналіст Джеймс Феллоуз впевнений, що соціальний клас (на відміну від совісті або політичних переконань) був домінуючим фактором у визначенні того, хто буде боротися у війні, а хто уникне своїх зобов’язань. Феллоуз пише про сором, який він відчував – і продовжував відчувати – після того, як зрозумів, що його успішна спроба ухилення від призову (він знизив свою вагу нижче мінімуму і збрехав про своє психічне здоров'я), підготовлена з допомогою кваліфікованих консультантів з призову та однокласників з Гарварду, означала, що робітники з Бостона йдуть у В'єтнам замість нього. Він назвав цей результат питанням класової дискримінації і пристрасно виступав проти нього. Феллоуз зазначив, що він міг би відчувати інакше щодо своєї поведінки, якби обрав публічний опір призову, тюрму чи вигнання.
Історик Стенлі Карноу зазначив, що під час війни у В'єтнамі студентські відстрочки самі по собі допомогли зберегти класову привілейованість: "[Президент Ліндон] Джонсон щедро надав відстрочку студентам коледжів США, щоб уникнути відчуження американського середнього класу".

### Демократія
Історик Говард Зінн і політичний активіст Том Хейден вважали принаймні деякі види ухилення від призову позитивним вираженням демократії. На противагу цьому, історик та дослідник класичних наук Метью Р. Крист говорить, що в стародавніх демократичних Афінах, де ухилення від призову тривало, багато популярних трагічних драматургів глибоко турбувалися про корозійні наслідки ухилення від призову для демократії та спільноти. За словами Кріст, хоча багато з цих драматургів були чутливими до моральних дилем війни та недоліків афінської демократії, більшість стверджували "етичний імператив, що чоловік повинен підтримувати своїх друзів і спільноту. Служачи спільноті, індивід робить ... те, що є правильним і почесним".